# Dominique Souchier
Pour les articles homonymes, voir Souchier.
Dominique Souchier, né le 25 novembre 1947, est un journaliste français.

## Biographie
Licencié en philosophie et en droit et diplômé de Sciences Po, il entame une carrière journalistique au journal Combat.
Il débute à la radio en 1973 à France Culture, comme producteur de l'émission « Un an après ». Il entre ensuite à France Inter, où il a la charge de la « revue de presse » matinale de 1982 à 1986, puis interviewe « l'Invité du matin ».
En 1988, il passe sur Europe 1 pour y présenter la « revue de presse », puis une chronique « De vous à moi ». En 1995, il présente le journal de la mi-journée le week-end. Du 1er janvier 1997 au 4 février 2012, il assure deux émissions hebdomadaires entre 9 et 10 heures, où il reçoit des invités bénéficiant d'un lien avec l'actualité, aussi bien politique que culturelle ou médiatique : le samedi C'est arrivé cette semaine, le dimanche C'est arrivé demain. Il arrête ces deux émissions en réaction à la demande du président de la station, Denis Olivennes, et de la directrice des programmes, Arlette Chabot, de ne pas inviter d'hommes et de femmes politiques, en dehors des émissions réservées, pendant la campagne de l'élection présidentielle de 2012,.
À la télévision, il coanime, avec Valérie Trierweiler, Le grand 8 sur la chaîne de télévision Direct 8 en 2007.
De septembre 2012 à juin 2015, Dominique Souchier présente sur France Culture, la radio qui l’avait vu débuter, l'émission « Une fois pour toutes ! » le samedi de 12 h à 12h30[réf. nécessaire] et l'émission Le Docu-Débat sur Public Sénat.

## Source
- Biographie de Dominique Souchier sur le site d'Europe 1
- Page de l'émission Le Débat sur le site de Public Sénat